# Jilke Deconinck
Jilke Deconinck (Gent, 9 januari 1995) is een Belgisch voetballer die als middenvelder speelt. Hij speelt sinds 2024 bij KVV Zelzate. 

## Clubcarrière
Deconick debuteerde op 29 september 2013 op de 9e speeldag van het seizoen 2013/14 in de Jupiler Pro League. Cercle verloor in eigen huis met 0-5 van leider Standard. Deconick viel na 81 minuten in voor Gaël Etock. Eén week later mocht hij opnieuw invallen in de gewonnen uitwedstrijd tegen KV Mechelen.